# Транспорт роторног багера и самоходног транспортера
Роторни багер представља самоходну машину континуираног дејства намењену за откопавање јаловине и корисне супстанце на површинским коповима. Откопавање материјала врши се ведрицама које су равномерно распоређене и причврћене на ободу роторног точка. Истовремено са обртањем роторног точка у вертикалној равни и окретањем роторне стреле заједно са платформом у хоризонталној равни свака ведрица откопава из масива одрезак којије одређен обликом и геометријским параметрима. Обртањем роторног точка и наиласком пуних ведрица у зону истоварног сектора, материјал се празни из ведрица, предаје пријеммном транспортеру на роторној стрели и даље редом, зависно од броја тренспортера на багеру, задњем истоварном транспортеру.

## Увод
Рударство је веома стара индустријска грана која се бави процесом ископавања руда и њене примене за искоришћавање у разним областима индустрије или за непосредно коришћење у свакодевном животу.
Рударство се у зависности од радног простора дели на три гране, и то :
1. Површинска експлоатација минералних сировина
2. Подземна експлоатација минералних сировина
3. Експлоатација нафте,гаса и воде

Рударски басен Колубара се бави површинском експлоатацијом руда,тј угља лигнита ниске калоричне вредности.
Угаљ се у Колубари први пут помиње 1875. године,када је откривен у Вреоцима, а следеће године и у Шопићу, док производња почиње од 1896. када се производња вршила у јамским рудницима,а доласком напредне технологије 1950.-их година када Немачка плаћа ратну одштету у рударској механизацији-багерима, булдозерима и почиње се са површинском експлоатацијом угља и предузеће добија име РЕИК “Колубара” (Рударско Енергетски Индустријски Комбинат).

## Транспорт багера
Како би се обезбедила континуална производња лигнита за снабдевање изграђених енергетских капацитета у Великим Црљенима и Обреновцу и широку потрошњу, годишњим планом радова за 2009. годину предвиђено је да се ПК Велики Црљени откопа 1160000 t ровног угља.
Опрема предвиђена за експлоатацију угља је опрема са ПК Тамнава-Источно поље,а након завршетка планираних радова на ПК Тамнава-Западно поље прелази на ПК Велики Црљени.
Радови на откопавању угља на ПК Велики Црљени започеће крајем октобра 2009. године, тј када се створе услови за прелазак рударске опреме БТД система са ПК Тамнава-Западно поље на ПК Велики Црљени (багер ће кренути у транспорт када буду најповољнији услови за прелазак багера преко реке, тј када се процени да ће на реци Колубари бити најнижи водостај).
Окопавање угља вршиће се роторним багером SchRs630x25/6 (G2) у висинском и дубинском раду.
Траса за транспорт рударске опреме је делимично стара и коришћена је за транспорт рударске опреме са БТО и БТД система, са ПК Тамнава-Источно поље на ПК Тамнава-Западно поље  као и за транспорт багера: SchRs900x25/6 (G1), самоходног транспортера BRS 1600/(28+50)x9 (BW1), са ПК Тамнава-Западно поље на ПК Велики Црљени.
Део трасе пута за транспорт рударске опреме прелази преко измештеног корита реке Колубаре.На месту укрштања са коритом реке Колубаре предвиђен је одговарајући објекат-рампа.
Израда објекта се ради у две фазе. Прва фаза је урађена у склопу радова на измештању корита реке Колубаре и сводила се на изради силазно-улазних пампи. Рампа је урађена у септембру 2008. године,након тога је истранспортована рударска опрема са БТО система ПК Тамнава-Запад на ПК Велики Црљени.Друга фаза се своди на изградњу цевастог пропуста, ради се непосредно пре него што је предвиђен прелаз рударске опреме преко корита реке. Цевасти пропуст је привременог карактера, тако да се по проласку рударске опреме врши његова демонтажа као и вађење цеви из корита реке.

## Транспорт роторног багера и самоходног транспортера
Транспорт багера обавља се по претходно припремљеној траси која мора бити тако урађена да одговара техничким карактеристикама багера. Дозвољени нагиб трасе по којој се крећу багери одрађује се на основу техничких карактеристика багера,а контролу нагиба врши геодетска служба у сагласности са техничким руководиоцем копа на основу техничке документације. Приликом транспорта не сме истовремено бити писутан уздужни и попречни нагиб. Врло је битно да је носивост терена на траси добра,како не би дошло до потањања багера.
Да би могао да се врши транспорт мора бити урађен одговарајући елаборат.
Да би се обезбедила сигурност при транспорту багера,технички руководилац копа својом наредбом одређује стручно лице из рударске службе које ће руководити организацијом транспорта багера.
Пре почетка транспорта багера потребно је извршити све потребне припреме багера за транспорт: чишћење, растерећење багера, постављање багера у транспортни положај.
Да би се могао нормално и безбедно обавити транспорт багера, потребно је да су сви сигнални и сигурносни уређаји у исправном стању,а посада багера мора бити детаљно упозната о начину транспорта и месту где ће се багер лоцирати.Ово упознавање ће извршити руководилац транспорта.
Транспорт багера се може вршити само у току дневне видљивости, док је ноћу забрањен.
Багер се не сме оставити на траси под нагибом да стоји дужи временски период без присуства руковаоца багера.
Приликом транспорта руководилац транспорта стоји испред багера и мора бити у вези са руковаоцем багера који обавља транспорт. Бравар се налази иза гусеница а електричар прати одмотавање ВН кабла. Помоћни радници виљушкама постављају ВН кабал у одговарајуци положај.
Код транспорта самоходног транспортера-одлагача, поред општих правила транспорта која су дата у претходном тексту,припреме које се морају одрадити на одлагачу су следеће:пошто се одлагач транспортује независно од клизног воза и потпорних колица, приемна трака се преко покретног ослонца на катарки противтега подиже са потпорних колица клизног воза, баласт се помера са краја носача противтега према средини справе (на растојање 9,6 м од средине справе), одложна трака се поставља у хоризонталан положај и у правац транспорта, траке морају бити без корисног терета. Организација транспорта је иста као и при транспорту роторног багера.
По завршеном транспорту багери се не смеју пустити у рад док се не изврши детаљан преглед, функционалност свих уређаја и свих виталних елемената конструкције багера. По завршеном прегледу руководилац транспорта као и инжењери машинске и електро службе ће дати писмено одобрење о почетку рада багера.

## Техничке карактеристике роторног багера SchRs630x25/6

### Главни подаци
| Теоретски капацитет                                                            | 4800 m³/h  |
| Материјал који се откопа                                                       | Глина,угаљ |
| Растојање средине радног точка од средине справе у хоризонталном положају      | 35 m       |
| Висина на средини раног точка од возног плаума                                 | 1 до 25 m  |
| Растојање истоварног бубња истоварне траке од средине справе у хориз. положају | 37 m       |

### Радни точак
| Врста градње                                                    | Бескоморан   |
| Број кашика                                                     | 20           |
| Запремина кашике                                                | 630 lit      |
| Број истресања у минути                                         | 108 до 162   |
| Дозвољена ексцентричност радног точка након уградње у односу на | Аксијално 50 |
| Прстенасти левак                                                | Радијално 20 |

### Транспортне траке
| Размак између бубњева | 36202 mm                      |
| Ширина траке          | 1600 mm                       |
| Брзина траке          | 4,1 m/sec                     |
| Успон траке           | 25 степени-18 степени         |
| Корито траке          | Горњи стр. 3-делна 40 степени |

## Техничке карактеристике самоходног транспортера BRs 1600/(28+50)x15

### Главни подаци
| Теоретски капацитет            | 4500 m³/h |
| Дозвољени успон при раду       | 1:20=5%   |
| Дозвољени успон при транспорту | 1:10=10%  |
| Минимални радијус кривине      | 9,5 m     |

### Пријемна страна
| Дужина пријемне траке од средине потпорних колица до тачке обртања справе | 28,0±1,5 m |
| Висина горње ивице пријемних каната до возног планума                     | 5,3 m      |
| Висина доње ивице возне шине од возног планума                            | 2,65 m     |

### Одложна страна
| Дужина одложне траке од центра обртања справе до средине одложног довоша | 50,0 m     |
| Висина одложног добоша од возног планума                                 | 2,0-15,0 m |

### Радна маса и притисак на тло
| Радна маса      | 549,13 t  |
| Притисак на тло | 10 N/ cm2 |

## Мере заштите при транспорту
Технички руководилац издаје писмен упутство о начину транспорта багера са мерама заштите о раду.
Упутство мора бити усаглашено са техничким и технолошким карактеристикама багера и мора да садржи:
1. Датум почетка транспорта
2. Време транспорта у току видног дана
3. Описану траку по којој ће багер да се транспортује са тaчно утврђеним нагибима и прелаз преко новог корита реке Колубаре
4. Именује лице које је задужено за транспорт, са навођењем стручне квалификације истог
5. Сврху транспорта и крајње одредиште
6. Имена лица по квалификацијама и струкама која сачињавају посаду багера за време транспорта
7. Средства везе која се могу користити за време транспорта багера
8. Начин и место напајања електричном енергијом дуж трасе